# Stenopogon rufescens
Stenopogon rufescens là một loài ruồi trong họ Asilidae. Stenopogon rufescens được Theodor miêu tả năm 1980. Loài này phân bố ở vùng Cổ Bắc giới và châu Á.